# 다이니크 자그란
《다이니크 자그란》(힌디어:  दैनिक जागरण, Dainik Jagran)은 인도의 신문으로, 힌디어 신문 중에서는 가장 널리 읽히는 일간신문이다. 총 독자 수는 5425만 4천 명에 달한다. 일간 발행부수는 216만 8천 부인데, 인도의 모든 신문을 통틀어서는 《타임스 오브 인디아》(영어)에 이은 2위이다.

## 개관
현재 다이니크 자그란은 인도의 델리 및 10개 주에서 구독할 수 있다. 각각의 지역마다 다른 37종의 판이 발행되고 있으며, 구체적으로 다음 지역에서 구독 가능하다.
1. 델리
2. 우타르프라데시 주 : 칸푸르, 잔시, 바라나시, 아그라, 알라하바드, 알리가르, 바레일리, 고라크푸르
3. 마디아프라데시 주 : 보팔, 인도르, 괄리오르, 자발푸르, 라틀람, 사트나, 사가르
4. 자르칸드 주 : 란치, 단바드, 잠셰드푸르
5. 우타라칸드 주 : 데라둔
6. 펀자브 주 : 암리차르, 루디아나, 잘란다르
7. 하리아나 주 : 파니파트
8. 비하르 주 : 파트나, 바갈푸르
9. 히마찰프라데시 주 : 다람살라
10. 웨스트벵골 주 : 콜카타, 실리구리
11. 잠무 카슈미르 주 : 잠무

## 같이 보기
- 타임스 오브 인디아
- 다이니크 바스카르 (힌디어 2위 신문)
- 말라얄라 마노라마 (말라얄람어 1위 신문, 인도 종합 3위 신문)